# Mouk
Mouk is een Braziliaanse tekenfilmserie, geproduceerd door het Franse Millimages. De serie is gebaseerd op het kinderboek Le Tour du Monde de Mouk à Vélo van de Franse schrijver Marc Boutavant. De meeste afleveringen duren 11 minuten. Een aantal duurt slechts 1 minuut.
In elke aflevering beleven de hoofdpersonen Mouk en Chavapa een kort avontuur in steeds een ander land. Deze twee globetrotters zijn namelijk bezig met een fietstocht rond de wereld. Aan het begin van elke aflevering hebben ze via de webcam contact met hun twee vrienden Popo en Mita om te vertellen wat ze nu weer meegemaakt hebben. Elke keer leren ze iets. Soms over het betreffende land en soms iets meer algemeens zoals zeilen of sterren kijken.
In een van de afleveringen komen ze in Australië een band tegen, bestaande uit wallabies, die zich de Wallabies noemen. In latere afleveringen trekken ze nog een paar keer met hen op.
De filmpjes zijn geproduceerd met behulp van Adobe Flash.